# Локомотиви БДЖ серия 61.000
Първите маневрени електрически локомотиви серийна доставка в БДЖ 61.000 са строени през 1991 г. в заводите Шкода – Пилзен. Заводско означение 56Е1. Поради финансови затруднения локомотивите престояват повече от 2 години в завода-производител. Пристигат в България в периода април – юли 1994 г. Фабричните им номера съответстват на текущите към момента на тяхното строителство, но преди изпращането им са преправени на 1994 г.
Локомотивите имат една кабина за управление, разположена в средата, с два командни поста, диагонално един спрямо друг. Кабината е с врати от двете страни, главният трансформатор е под нея, а на покрива се намира несиметричния токоприемник и главния въздушен прекъсвач. Талигите на локомотива са две двуосни, а окачването на локомотива е двустепенно.
Повечето от локомотивите извършват маневрена дейност в района на депата, където са разпределени (София, Горна Оряховица, Варна, Пловдив, Бургас, Стара Загора и Дупница). Някои от тях се използват и за обслужване на отделни пътнически влакове по график.
| Експл. № | Собственик/ Локомотивно депо | Шкода фабр. №/година | Експл. № след 2012 г.           | Бележки                                     |
| -------- | ---------------------------- | -------------------- | ------------------------------- | ------------------------------------------- |
| 61 001.4 | БДЖ-ПП / София               | 8864/1994            |                                 | Изолация в депо София                       |
| 61 002.2 | БДЖ-ПП / София               | 8865/1994            |                                 | Изолация в депо София                       |
| 61 003.0 | БДЖ-ТП / Дупница             | 8866/1994            | 97 52 0061 003-1                |                                             |
| 61 004.8 | БДЖ-ПП / София               | 8867/1994            |                                 | Изолация в депо София                       |
| 61 005.5 | БДЖ-ТП / С. Загора           | 8868/1994            |                                 | Бракуван                                    |
| 61 006.3 | БДЖ-ПП / София               | 8869/1994            |                                 | Изолация в депо София                       |
| 61 007.1 | БДЖ-ПП / София               | 8870/1994            |                                 | Не е в движение                             |
| 61 008.9 | БДЖ-ПП / София               | 8871/1994            |                                 |                                             |
| 61 009.8 | БДЖ-ТП / Стара Загора        | 8872/1994            |                                 | В движение , преди 61.009-7 - БДЖ-ТП Бургас |
| 61 010.5 | БДЖ-ТП / Бургас              | 8873/1994            | 97 52 0061 010-6                |                                             |
| 61 011.3 | БДЖ-ПП / София               | 8874/1994            | 97 52 0061 011-4                | В движение!                                 |
| 61 012.1 | БДЖ-ПП / София               | 8875/1994            | 97 52 0061 012-2                |                                             |
| 61 013.9 | БДЖ-ПП / Пловдив             | 8876/1994            | 97 52 0061 013-0                | В движение!                                 |
| 61 014.7 | БДЖ-ПП / София               | 8877/1994            |                                 | Изолация в депо София                       |
| 61 015.4 | БДЖ-ПП / София               | 8878/1994            | 97 52 0061 015-8                | Изолация в депо С.офия                      |
| 61 016.4 | БДЖ-ТП / С. Загора           | 8879/1994            | Не е в движение.                | Изолация в депо Стара Загора!               |
| 61 017.0 | БДЖ-ТП / С. Загора           | 8880/1994            | Не е в движение                 |                                             |
| 61 018.8 | БДЖ-ПП / Г. Оряховица        | 8881/1994            | 97 52 0061 018-8                | Изолация в депо София                       |
| 61 019-7 | БДЖ-ТП / Стара Загора        | 8882/1994            | Преди 61.019-6 - БДЖ-ТП Дупница | В движение.                                 |
| 61 020.4 | БДЖ-ПП / Г. Оряховица        | 8883/1994            |                                 | Изолация в депо София                       |

Движат се : 61 003, 61 008, 61 010, 61 011, 61 012,61 013.
Изолация в депо София: 61 001, 61 002, 61 004, 61 006, 61 014, 61 015, 61 018, 61 020.
Бракуван в депо Стара Загора : 61 005